# Cantonul Lasseube
Cantonul Lasseube este un canton din arondismentul Oloron-Sainte-Marie, departamentul Pyrénées-Atlantiques, regiunea Aquitania, Franța.

## Comune
- Aubertin
- Estialescq
- Lacommande
- Lasseube (reședință)
- Lasseubetat